# 5260 Philveron
5260 Philveron este o planetă minoră (asteroid), cu un diametru de 6,519 km, din centura de asteroizi. A fost descoperită pe 2 septembrie 1989 la Observatorul din Haute-Provence de Eric Walter Elst și a fost numită după Philippe Véron⁠(d). 
Obiectul prezintă o orbită caracterizată de o semiaxă mare de 2,6012088 UAi, o excentricitate de 0,11, o înclinație de 13,70475 ° în raport cu ecliptica.